# Christian Gourcuff
Christian Gourcuff (nacido el 5 de abril de 1955 en Hanvec, Francia) es un exfutbolista y entrenador francés. Su hijo, Yoann Gourcuff, es futbolista. Antiguo profesor de matemáticas, en 2013 fue nombrado Caballero de la Legión de honor.

## Trayectoria como jugador
En su época como futbolista, Gourcuff era centrocampista. Debutó como profesional en las filas del Stade Rennais en 1972 y se retiró en 1991, siendo jugador-entrenador del US Pont-L'Abbé.

## Trayectoria como entrenador
Inicios
Comenzó su carrera como jugador-entrenador con apenas 27 años (1982), en el FC Lorient, donde estuvo cuatro años. Posteriormente se fue al Le Mans UC, con el que ascendió a la Division 2 en 1988, antes de retirarse y dedicarse íntegramente a entrenar. 
US Pont-L'Abbé y FC Lorient
Su siguiente destino fue el US Pont-L'Abbé, y luego volvió al FC Lorient, donde permanecería una década.
Stade Rennais y Al Gharrafa
Posteriormente emprendió dos breves aventuras, una en el Stade Rennais (que sólo pudo ser 12.º en la Division 1 2001/02, por lo que no continuó) y otra en el extranjero con el Al Gharrafa de Doha (con el que fue subcampeón de Catar y finalista de la Copa Príncipe de la Corona de Catar).
Regreso al FC Lorient

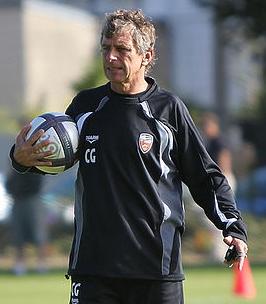
Gourcuff en un entrenamiento.

En 2003, inició su tercera etapa en el FC Lorient, recién descendido a la Ligue 2. Tres años después, logró el ascenso a la Ligue 1; y bajo la dirección de Gourcuff, pese a tener que reconstruir la plantilla cada año debido a los frecuentes traspasos de sus futbolistas, se mantuvo en la máxima categoría del fútbol francés en los años sucesivos. Finalmente, en mayo de 2014, el técnico anunció su marcha del club. Se despidió de los merluzos tras más de 400 partidos en su banquillo y sellando la 8.ª posición en la Ligue 1 2013-14.
Selección de Argelia
En julio de 2014, tomó el mando de la Selección de fútbol de Argelia, relevando a Vahid Halilhodžić. En su debut en competición oficial, llevó al combinado argelino a los cuartos de final de la Copa África, donde perdieron (3-1) ante Costa de Marfil (futura campeona del torneo). El 3 de abril de 2016, la Federación argelina comunicó la rescisión del contrato con Gourcuff "a su petición".
Regreso al Stade Rennais
El 10 de mayo de 2016, el presidente del Stade Rennais confirmó que Gourcuff sería el entrenador del equipo bretón la próxima temporada. El Rennes concluyó la primera vuelta de la Ligue 1 2016-17 como 7.º clasificado, finalizando el torneo en 9.ª posición.
Pese a gastarse 37 millones de euros en fichajes, el equipo francés comenzó la Ligue 1 2017-18 logrando una sola victoria en las 9 primeras jornadas, lo cual le situó en la zona baja de la clasificación, aunque a continuación enlazó 3 victorias consecutivas que le permitieron escalar hasta el 10.º puesto. El 7 de noviembre de 2017, 3 días después del nombramiento de Olivier Létang como nuevo presidente del Stade Rennais, Gourcuff se desvinculó del club.
Regreso al Al-Gharafa
El 18 de mayo de 2018, se anunció su fichaje por el Al Gharafa. Dejó el club tras un solo año.
FC Nantes
El 8 de agosto de 2019, se incorporó al FC Nantes. Su debut en el banquillo se produjo sólo 3 días después, contra el Lille, en un partido que terminó en derrota (2-1). Sin embargo, el equipo francés logró ganar 5 de los 7 partidos siguientes de la Ligue 1, situándose en las primeras posiciones de la clasificación. El 23 de diciembre de 2019, tras haber llevado al Nantes al 5.º puesto al término de la primera vuelta del torneo doméstico, renovó su contrato con el club por un año adicional. Finalmente, su equipo terminó la Ligue 1 en 13.ª posición y continuó en el cargo hasta el 8 de diciembre de 2020, cuando abandonó el club tras haber sumado 13 puntos en las 13 primeras jornadas de la Ligue 1 2020-21.

## Clubes

### Como jugador
| Club                 | País    | Año       |
| -------------------- | ------- | --------- |
| Stade Rennais        | Francia | 1972-1974 |
| US Berné             | Francia | 1974-1978 |
| EA Guingamp          | Francia | 1978-1980 |
| FC Rouen             | Francia | 1980-1981 |
| FC La Chaux-de-Fonds | Suiza   | 1981-1982 |
| FC Lorient           | Francia | 1982-1986 |
| Le Mans UC           | Francia | 1986-1989 |
| Supra Montréal       | Canadá  | 1989      |
| US Pont-L'Abbé       | Francia | 1989-1991 |

### Como entrenador
Actualizado al 8 de diciembre de 2020.
| Club               | País    | Año       | P   | PG  | PE  | PP  | % v.   |
| ------------------ | ------- | --------- | --- | --- | --- | --- | ------ |
| FC Lorient         | Francia | 1982-1986 | 96  | 49  | 18  | 29  | 57.29% |
| Le Mans UC         | Francia | 1986-1989 | 83  | 37  | 22  | 24  | 53.41% |
| US Pont-L'Abbé     | Francia | 1989-1991 | 52  | 15  | 12  | 25  | 36.54% |
| FC Lorient         | Francia | 1991-2001 | 110 | 41  | 33  | 36  | 47.27% |
| Stade Rennais      | Francia | 2001-2002 | 34  | 11  | 8   | 15  | 40.2%  |
| Al Gharafa         | Catar   | 2002-2003 | 21  | 9   | 9   | 3   | 57.14% |
| FC Lorient         | Francia | 2003-2014 | 445 | 162 | 130 | 153 | 46.14% |
| Selección argelina | Argelia | 2014-2016 | 16  | 11  | 2   | 3   | 72.92% |
| Stade Rennais      | Francia | 2016-2017 | 55  | 19  | 17  | 19  | 44.85% |
| Al Gharafa         | Catar   | 2018-2019 | 23  | 10  | 6   | 7   | 52.17% |
| FC Nantes          | Francia | 2019-2020 | 45  | 16  | 8   | 21  | 41.48% |
| Total              | Total   | Total     | 980 | 380 | 265 | 335 | 47.79% |
| Fuente             |         |           |     |     |     |     |        |